# フクシノブキ
フクシ ノブキ（1991年2月6日 - ）は、日本の俳優、元ジャニーズJr.。旧芸名は福士 申樹。愛称は、ノブ（のぶ
)、のぶぅ。東京都出身。

## 来歴
2007年3月22日、高校生の時にジャニーズ事務所に入所し、16歳で芸能活動を始める。MADEのメンバーとして嵐やNEWSなど先輩のバックダンサーをしつつ、主に舞台での俳優活動も行っていた。
2019年11月、舞台『トラベルモード』で初の単独主演をつとめる。
2020年1月にMADEが解散。以降はソロタレントとして活動。
2021年5月にはジャニーズ事務所を退所し、フクシノブキと改名して活動を続けている。2022年5月からは株式会社GFAに所属。
2023年12月31日でGFAとの契約が満了。2024年1月からフリーで活動する。

## 人物
趣味は自転車、ゲーム。
特技はボイスパーカッション。2016年冬頃から練習し、2017年からライブで披露している。
「ちくわ」という名前のハリネズミを飼っており、公式ファンクラブは「ちくわーズの冒険」である。
SMAPを好きだった親の影響で子どもの頃には『僕の生きる道』にハマり、泣きながら10回以上視聴するなど芝居を観ることが好きだった。また、『流星の絆』の二宮和也の演技にも感銘を受けている。一方で、自分が芝居をすることに関しては、一言だけの役が難しくて上手くできず、初めは嫌いだったという。しかし、オーディションで受かった舞台で長い台詞や複数の役をもらえて担当した経験から、芝居をすることも大好きになった、と語っている。

## 出演

### 舞台
- コインロッカー・ベイビーズ（2018年7月11日 - 29日、赤坂ACTシアター / 8月11日・12日、豊中市立文化芸術センター･大ホール / 8月18日・19日、 オーバード･ホール）[21] - 駅員、薬中、キャスター、ダイバー、警官 役[3]
- 赤と黒 サムライ・魂（2019年5月25日 - 31日、東京国際フォーラム / 6月5日 - 9日、クールジャパンパーク大阪TTホール / 6月21日、東海市芸術劇場）- 作見荘一郎 役[22][23]
- WBB vol.15「トラベルモード」（2019年11月13日 - 24日、赤坂RED/THEATER）- 主演・エディ 役[24][25]
- SHIBUYAエンタメカルチャー 第2回公演「震災復興支援朗読会『まんが日本昔ばなし』」（2020年3月11日[注 2]、セルリアンタワー能楽堂）[26]
- ABC座2020 オレたち応援屋!! On Stage（2020年10月3日 - 28日、日本青年館ホール）[27] - 芳賀漣 役[28]
- ドラマローグ「野暮兄弟と小狐ちゃん」（2021年1月14日 - 17日、紀伊國屋サザンシアター TAKASHIMAYA）- 主演・ヒロユキ 役（稲葉光・冨岡健翔・野澤祐樹と4人で主演）[29]
- イケメンヴァンパイア◆偉人たちと恋の誘惑 THE STAGE 〜Episode.1〜（2021年4月23日 - 29日、シアター1010）[注 3] - 主演・アーサー・コナン・ドイル 役（松崎祐介・冨岡健翔・松本幸大と4人で主演）[32][33]
  - イケメンシリーズ THE STAGE〜世界を駆けて、祝祭を〜（2022年9月24日 - 28日、シアター1010） - アーサー・コナン・ドイル 役[34]
- 舞台「俺たち、ヤンキー王!?-本能寺の変!?-」（2021年7月14日 - 18日[注 4]、R'sアートコート）- 主演・信彦 / 信長 役[36]
- CEDAR Produce vol.8「群盗」（2021年12月18日 - 26日[注 5]、赤坂RED/THEATER） - 主演・カール 役[38]
- 舞台『家族のはなし』（2021年8月14日 - 15日、ホクト文化ホール　中ホール[注 6]） - 主演・山本幸太 役（松田裕とW主演）[40][41]
  - 家族のはなし（2022年8月12日 - 14日、IMAホール） - 主演（磯野大とW主演）[42]
- リーディングアクト「ドウキの…」（2021年9月20日 - 21日、よしもと有楽町シアター）[43]
- 青山オペレッタ THE STAGE - 正留宗一郎 役
  - 青山オペレッタ THE STAGE 〜ルーナ・ピエナ／満ちる月〜（2021年10月9日 - 10日、渋谷区文化総合センター大和田 さくらホール）[44]
  - 青山オペレッタ THE STAGE 〜ファルチェ・インヴェルソ／逆さの三日月〜（2022年5月4日 - 8日、渋谷区文化総合センター大和田 さくらホール）[45]
  - 青山オペレッタ THE STAGE 2周年記念スペシャル・レヴューショー！（2022年10月28日 - 31日、シアター1010）[46]
  - 青山オペレッタ THE STAGE 第5弾（2023年10月4日 - 8日予定、シアター1010）[47]
  - 青山オペレッタ THE STAGE 〜ピエナ・クラシコ / 始まりの刻〜（2024年11月21日 - 27日、新宿村LIVE） - 正留宗一郎 役[48]
- 付き人さんシリーズ『ATTENDANT “X”』（2021年10月22日、博品館劇場） - 日替わりゲストとして出演[49]
- 勤人落語III（2021年11月3日 - 7日、アトリエファンファーレ東新宿）[50]
- サザエさん（2022年1月29日 - 2月13日、明治座 / 2月22日 - 27日、新歌舞伎座 / 3月3日 - 6日、博多座） - 伊佐坂甚六 役[51]
- アオアシ（5月18日 - 22日、こくみん共済 coop ホール スペース・ゼロ） - 本木遊馬 役[52]
- 舞台『弱虫ペダル』- 東堂尽八 役
  - 舞台『弱虫ペダル』The Cadence！（2022年7月5日 - 10日、シアター1010 / 7月16日 - 18日、COOL JAPAN PARK OSAKA TTホール）[53]
  - 舞台『弱虫ペダル』THE DAY1（2023年8月4日 - 13日、天王洲 銀河劇場）[54]
  - 舞台『弱虫ペダル』THE DAY 2（2024年3月1日 - 10日、天王洲 銀河劇場）[55]
  - 舞台『弱虫ペダル』Over the sweat and tears（2024年8月31日 - 9月8日、シアターH）[56]
- 後悔の航海〜エンドレスボヤージュ 第二章（2022年7月24日、ミクサライブ東京Theater Mixa） - 近松虎之介 役[57]
- WORLD 〜Run for the Sun〜（2022年9月3日 - 11日、こくみん共済 coop ホール）- 天野中雄 役[58][59]
- Love Letter for You（2022年11月17日、新宿村LIVE） - 伊藤隆 役[60]
- 舞台『Wizards Storia-cadere-』（2022年12月22日 - 26日、羽生市産業文化ホール 小ホール） - キール 役[61]
- 舞台「福」に憑かれた男（2023年3月1日 - 10日、シアター・アルファ東京） - 天神 役[62]
- 舞台『遙かなる時空の中で3 Ultimate』（2023年4月23日 - 30日、こくみん共済 coop ホール スペース・ゼロ） - 梶原景時 役[63]
- GEKIIKE本公演第12回「漆黒ノ戰花−再演−」（2023年6月1日 - 5日、新宿村LIVE / 6月16日 - 18日、石垣市民会館 中ホール) - 主演・VAN役（日向野祥とW主演）[64]
- ミュージカル座「命日オプション」（2024年5月9日 - 12日、六行会ホール） - ウメジ 役[65]
- 舞台「鬼神の影法師」 - 郡司兼行 役
  - 舞台「鬼神の影法師」-玲瓏万華篇-（2024年6月13日 - 23日、あうるすぽっと）[66]
  - 舞台「鬼神の影法師」-千年双月篇-（2025年1月9日 - 21日、あうるすぽっと）[67]
  - 舞台「鬼神の影法師」-陰陽寮篇-（2025年10月16日 - 26日〈予定〉、新宿LIVE）[68]
- 「里のバッキャロー!!」〜ある男の千葉の鴨川で生き切った物語〜（2024年10月30日 - 11月5日、シアターグリーン BOX in BOX THEATER）[69]
- ミュージカル「マクベス：空の玉座」（2025年8月22日 - 31日〈予定〉、すみだパークシアター倉）[70]

### ウェブドラマ
- ショートドラマ「渚のおともだち」（2021年12月6日・7日、SHOWROOM）- 主演・前野ケンジ 役[71]

### 映画
- ツクモ電蓄達磨奇譚（2022年8月6日・7日、渋谷ユーロライブで特別上映） - 尾蔵祐樹 役[72]

### イベント
- BIRTHDAY＆WHITEDAY（2022年3月26日、アトリエファンファーレ東新宿、2部制）[73]
- 青山オペレッタ ファンフェスタ2023（2023年5月21日、日経ホール） - 正留宗一郎 役[74]